# Ley de mancomunidades provinciales
El  Real Decreto de 18 de diciembre de 1913 sobre descentralización administrativa y mancomunidades provinciales abrió la posibilidad a la mancomunación con fines administrativos de las diputaciones provinciales españolas, pero sin atribuciones políticas. A la postre la única entidad creada al abrigo de esta ley fue la Mancomunidad de Cataluña, constituida en 1914.

## Antecedentes

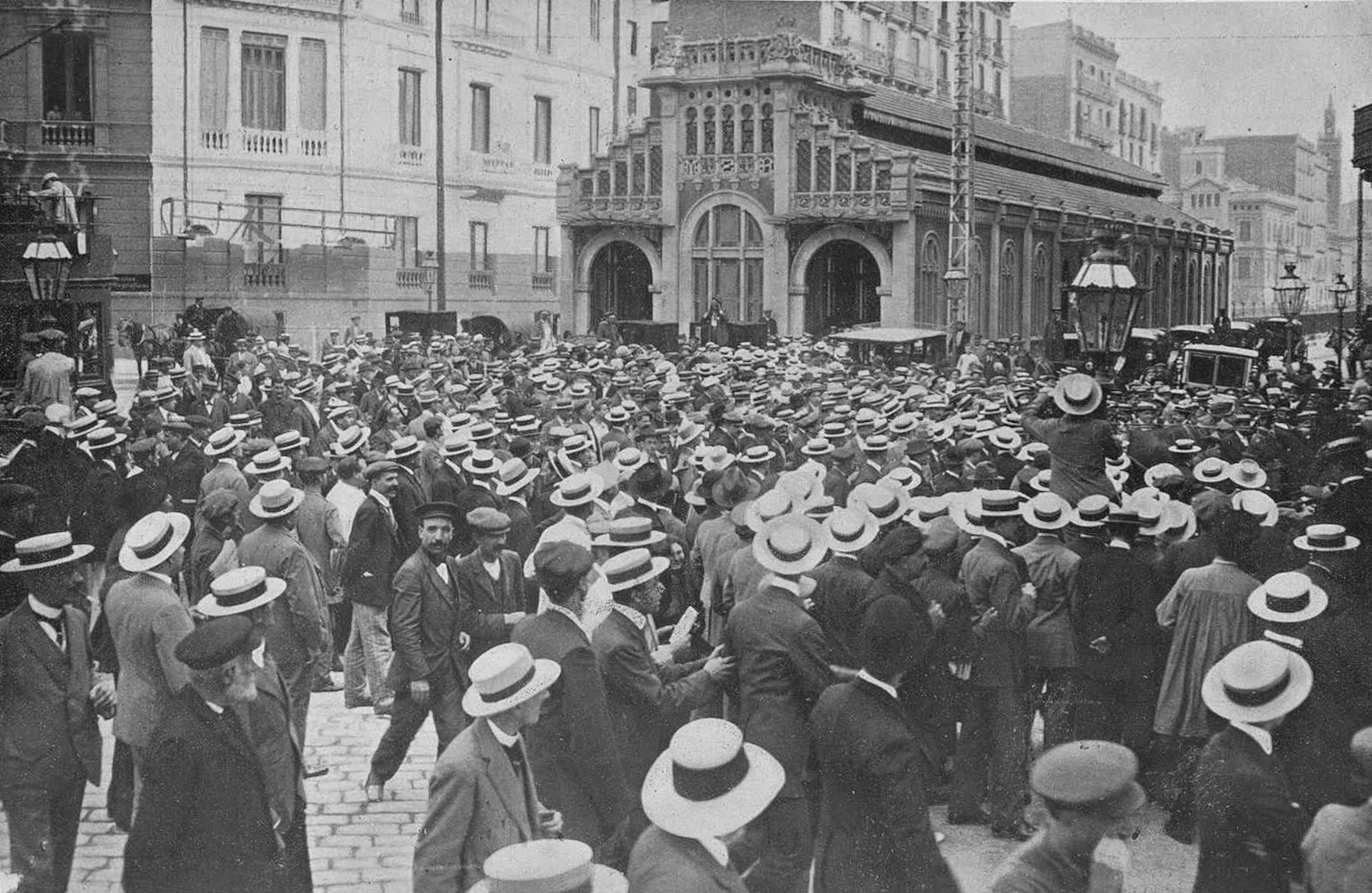
Gentío en Barcelona esperando la llegada de los diputados catalanes a la ciudad tras la aprobación de un proyecto de Ley de Mancomunidades en 1912

Una versión previa de Ley de Mancomunidades fue impulsada por Canalejas en 1912, pero no pudo salir adelante en el Senado. El gobierno Dato decidió sacar adelante una ley de mancomunidades vía Real Decreto de 18 de diciembre de 1913.

## Mancomunidad de Cataluña
La Mancomunidad de Cataluña (en catalán, Mancomunitat de Catalunya) fue una institución española que agrupó, entre 1914 y 1925, las cuatro diputaciones catalanas en un único ente regional.
Promovida por el dirigente de la catalanista Liga Regionalista Enric Prat de la Riba, la Mancomunidad de Cataluña fue creada por un Real Decreto del Gobierno español de marzo de 1914. «Era la primera grieta, fuera del ámbito vasco-navarro, en el rígido esquema territorial que, salvo el breve paréntesis de 1873-1874, había caracterizado al Estado desde la Constitución de 1812»; por esta razón provocó un rechazo no solo entre la derecha española, sino también entre los socialistas, que la consideraron un instrumento al servicio de la «burguesía catalana».